# Torch (programari)
Torch és una biblioteca de programari en l'àmbit d'aprenentatge profund, automàtic i en computació científica. Torch és codi obert i tipus script basat en el llenguatge Lua, proveeix una gran quantitat d'algorismes. El programari Torch és de tipus codi obert i està sota la llicència BSD.

## Característiques
- La darrera versió es pot esbrinar aquí[4]

- Torch proveeix algorismes de processat sobre matrius o tensors.

- Suporta les tecnologies OpenMP, OpenCL, CUDA, Derivació automàtica, CNN, RBM, DBN.

## Aplicacions
Torch s'empra a Facebook AI Research Group, IBM, Yandex i the Idiap Research Institute. Torch també es pot trobar al sistemes Android i iOS.